# Plasmodiophora
Plasmodiophora è un genere di mixomiceti appartenente alla famiglia Plasmodiophoridae.
Comprende la specie Plasmodiophora brassicae, che colpisce il genere Brassica e provoca la malattia conosciuta come "ernia del cavolo".